# سيلينة برقاوية
السيلينة البرقاوية[بحاجة لمصدر] (باللاتينية: Silene cyrenaica) نوع نباتي يتبع جنس السيلينة من الفصيلة القرنفلية. سميت نسبة إلى منطقة برقة في ليبيا حيث تنتشر.

## الموئل والانتشار
موطنها منطقة برقة في المغرب العربي.

## مرادفات للاسم العلمي
- (باللاتينية: Silene fruticosa subsp. cyrenaica)